# Ищенко, Борис Фёдорович
Борис Фёдорович Ищенко (29 июля 1945) — советский футболист, защитник, тренер. Мастер спорта СССР (1967).
В начале 1960-х начал заниматься в группе подготовки при чимкентском «Металлурге», первый тренер — заслуженный тренер Казахской ССР Виктор Плясунов. Сначала играл нападающим, позже был переведён в оборону (левым защитником, с 1967 года — центральным). Начинал играть в 1964 году в классе «Б» за «Металлург». Получал приглашение от ташкентского «Пахтакора», но в 1966 году перешёл в «Кайрат» Алма-Ата, в чемпионате СССР провёл 102 матча. В 1971 году из-за проблем с коленом был отчислен главным тренером Виктором Корольковым и перешёл в команду второй лиги «Динамо» Целиноград. 1972 год отыграл в первой лиге за «Пахтакор», но получил серьёзную травму, перенёс операцию в Москве и вскоре закончил карьеру.
Работал монтажником-верхолазом, окончил институт. В течение 11 лет был металлургом на свинцовом заводе. 20 лет работал детским тренером в ДЮСШ № 1 Чимкента. Среди воспитанников — Александр Мокин, Фархадбек Ирисметов.